# Paul George

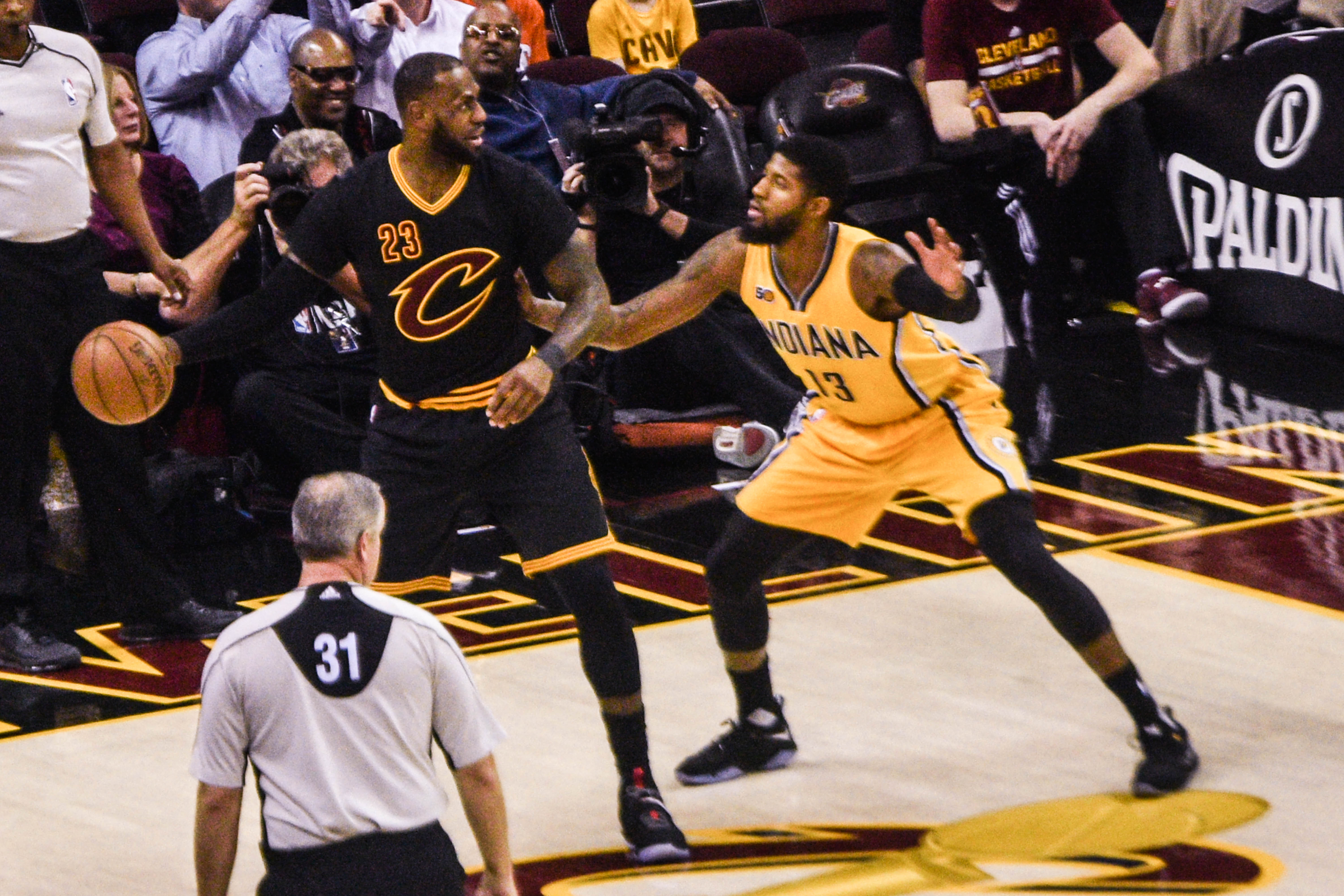
Paul George (höger) med Indiana Pacers, i försvar mot LeBron James i februari 2017.

Paul Clifton Anthony George, född 2 maj 1990 i Palmdale i Kalifornien, är en amerikansk basketspelare. Paul George spelar som small forward i NBA, sedan 2024 för Philadelphia 76ers. Han har bland annat utsetts till NBA Most Improved Player 2013, NBA All-Star sex gånger (2013, 2014, 2016–2019), All-NBA First Team 2019 och All-NBA Third Team tre gånger (2013, 2014 och 2016).

## Basketkarriär
Paul Georges första sju NBA-säsonger spelade han för Indiana Pacers. Säsongen 2012/2013 blev George uttagen till NBA All-Star Team för första gången. I slutet av säsongen tilldelades han NBA Most Improved Player Award. Säsongen efter, 2013/2014, blev han uttagen till All-Star Team för andra gången och blev dessutom, vid summeringen av säsongen, uttagen till NBA All-Defensive First Team.
Den 1 augusti 2014 ådrog sig Paul George en allvarlig fraktur i sitt högerben under en träningsmatch med USA:s herrlandslag i basket. Han opererades i princip omgående, men beräknades ändå missa hela säsongen 2014/2015 i NBA. Den 5 april 2015 gjorde han ändå comeback, friskförklarad, i en NBA-match mot Miami Heat där han gjorde 13 poäng på 15 minuter. Han deltog i samtliga Indiana Pacers sex avslutande matcher av säsongen.
Vid OS 2016 i Rio de Janeiro spelade han i det amerikanska landslaget, som tog guld. Över åtta matcher gjorde han 11,3 poäng i snitt per match.
Vid summeringen av säsongen 2018/2019 var Paul George en av tre nominerade till NBA Most Valuable Player Award, tillsammans med Giannis Antetokounmpo och James Harden. Antetokounmpo vann priset. 
Senare under sommaren offentliggjordes det oförväntat att George genom en byteshandel skulle lämna Oklahoma City Thunder för att ansluta sig till Los Angeles Clippers inför den kommande säsongen, samtidigt som Kawhi Leonard från Toronto Raptors också anslöt sig till Clippers.